# Селянская спилка
Селянская спилка (Крестьянский союз), Українська селянська спілка (Украинский крестьянский союз)  — «профессионально-классовая» организация, которая объединяла бедное крестьянство на Украине 1917—1919 годах. Спилка имела собственное печатное издание — ежедневную газету «Народная воля».

## Предпосылки возникновения

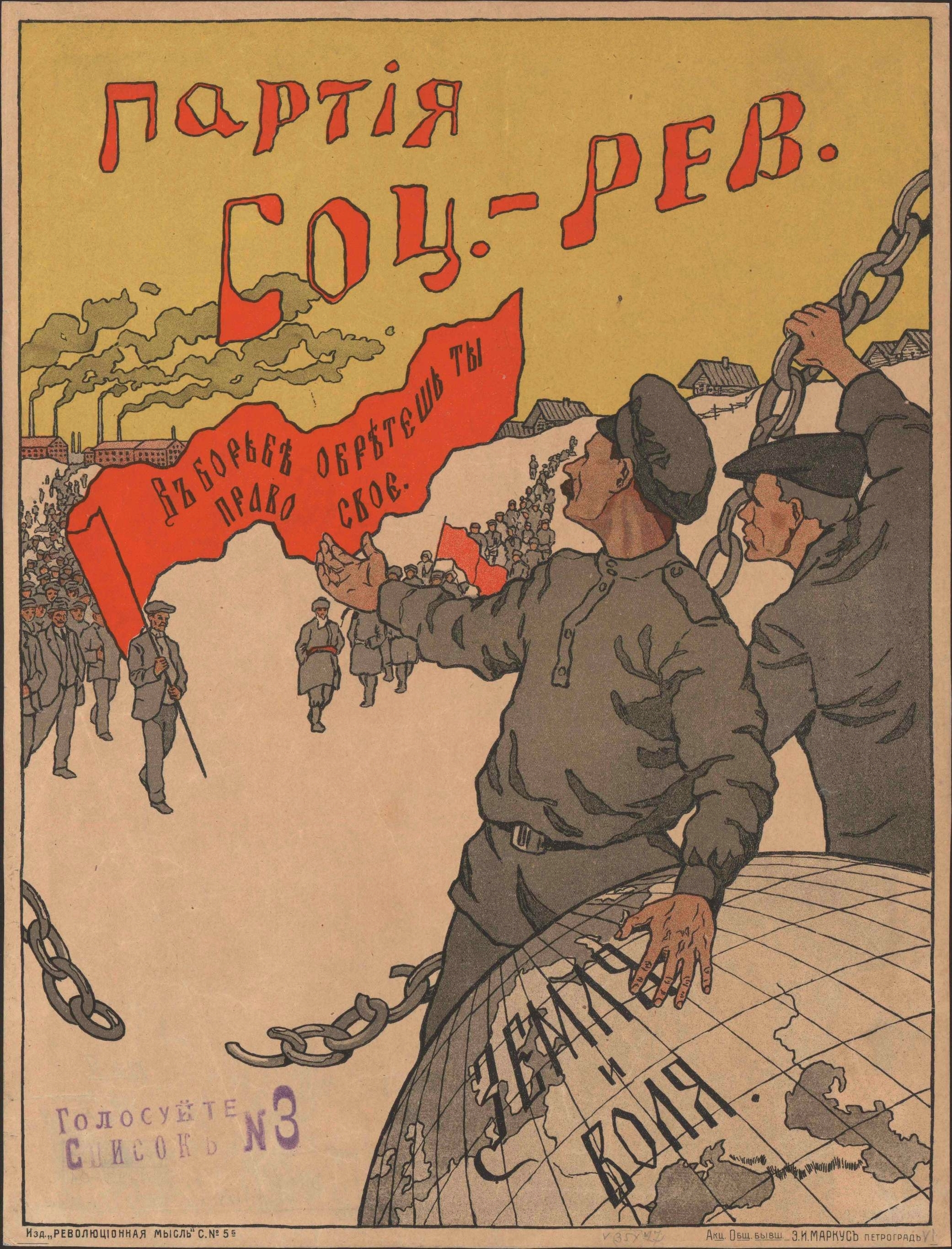
Предвыборный плакат украинских эсеров 1917

Уже в первые дни после Февральской революции 1917 года по инициативе российских эсеров началось создание советов крестьянских депутатов и «Крестьянских союзов» на всей территории Российской империи. В апреле—мае 1917 организации «Всероссийского крестьянского союза» были образованы в Екатеринославской, Таврической и Черниговской губерниях.
Распространение идеи организации сословных крестьянских союзов вглубь правобережной Украины, а также подъем национального движения, в частности создание Украинской Центральной рады, способствовали их национальной идентификации. На территории Киевской, Полтавской и Подольской губерний, где наблюдалось абсолютное доминирование Украинской партии социалистов-революционеров, шёл интенсивный процесс формирования местных ячеек альтернативного «Всероссийскому крестьянскому союзу» —  Украинского крестьянского союза (Украинской Селянской спилки).

## Создание
Вопрос о создании Селянской спилки был поставлен на I съезде УПСР, который проходил 4—5 апреля (17—18 апреля) 1917 года. Уже 6—7 апреля (19—20 апреля) 1917 года на съезде деятелей украинского села создана Селянская спилка и избран её Временный центральный комитет в составе: Н. Стасюк (председатель), Т. Осадчий, А. Сербиненко, В. Коваль, И. Снежный. Целями создания организации были декларированы борьба за национальную автономию и земальную реформу, обеспечение надлежащего представительства крестьянства в органах местного самоуправления и отстаивание сословных крестьянских интересов при выработке политики местных властей.
На съезде принято решение об организации ячеек Селянской спилки во всех селах, волостях, уездах и губерниях. В развернутой в прессе пропагандистской кампании распространялись инструкции по механизмам формирования местных комитетов Селянской спилки.

## Организация
Для надлежащей легитимации в среде крестьянства местные ячейки Селянской спилки
формировались на общекрестьянских собраниях в каждом населенном пункте, на которых избирался сельский комитет в составе не менее пяти человек. Волостные органы Спилки формировались на общем собрании уполномоченных от отдельных деревень, выбирали волостной комитет. По возможности формировались специальные исполнительные структуры («бюро помощи») для просветительских, политических, юридических, медицинских, культурных и других дел. В состав комитетов могли входить только крестьяне, а сельская интеллигенция и другие сторонники «крестьянских идей» непосредственно в состав Спилки не входили, однако они могли привлекаться к работе в уездных «бюро».
Важнейшими задачами волостных комитетов Селянской Спилки было участие в работе местных продовольственных и земельных органов с целью отстаивания интересов крестьянства, а также подготовка к проведению выборов во Всероссийское учредительное собрание.
Волостные комитеты Спилки объединялись в уездные и губернские комитеты, а далее — в «Всеукраинскую Селянскую Спилку». Для контроля за работой правительственных учреждений Селянская Спилка формировала уездные и губернские советы крестьянских депутатов. Финансирование деятельности Селянской спилки базировалось на обязательных членских взносах, сначала 50 копеек в год, позже — 1 рубль. За целевым использованием средств следила Ревизионная комиссия. Небольшая сумма взноса открывала возможность для участия в Спилке широких слоев средне- и малообеспеченного крестьянства.
28—29 апреля (10—11 мая) 1917 состоялся губернский съезд селянских спилок Киевской губернии, который принял решение о создании на местах комитетов всех уровней именно Всеукраинской Селянской Спилки, однако этот съезд направил делегацию в составе 27 человек во Всероссийский совет крестьянских депутатов.
В течение мая — июня 1917 губернские съезды Херсонской, Полтавской, Черниговской губерний и Подолья. Делегаты съездов поддержали политику Украинской Центральной Рады, в своих решениях выдвинули требования отмены частной собственности на землю, автономии Украины в составе федеративной России, созыв украинского сейма, украинизации армии.
На Екатеринославщине краевой съезд созвали представители Всероссийского крестьянского союза. Представителям Украинской Селянской Спилки Д. Дубовому и И. Романченку даже не дали слова для выступления. На съезде было принято решение «оставаться в составе Всероссийского крестьянского союза с центром в Петрограде».
Окончательное организационное оформление состоялось на Первом Всеукраинском крестьянском съезде 28 мая — 2 июня (10—15 июня) 1917 в Киеве, где крестьян от 1000 уездов представляли 2500 делегатов. На съезде Селянская Спилка поддержала политику Украинской Центральной Рады и выбрала свой ЦК (Н. Ковалевский, Н. Стасюк, В. Винниченко, П. Христюк, Б. Мартос, А. Степаненко, М. Осадчий, И. Пугач, А. Левицкий) и Всеукраинский Совет Крестьянских Депутатов (их 133 депутатов, они были включены в состав Украинской Центральной Рады), которая определяла политическое направление Селянской Спилки.

## Деятельность
Селянская Спилка добивалась от Украинской Центральной Рады отмены частной собственности на землю и передачи её в собственность народу, не признала гетманской власти. Селянской Спилкой был тайно созван  2-й Всеукраинский Крестьянский Съезд, который состоялся 21—23 мая 1918  года  в Голосеевском лесу под Киевом, он выразил протест против вмешательства немцев в украинские дела, заявил свою верность Украинской Народной Республике, призвал крестьянство к борьбе с гетманщиной. После разделения УПСР (15 мая 1918) Селянская Спилка, в отличие от просоветских боротьбистов, оказалась в «центральном течении» УПСР под руководством Н. Григориива. Селянская Спилка имела 3 представителей в Украинском Национальном Союзе, в Директории её  представителем был Ф. Швец, на то время главой Селянской Спилки был А. Янко (он же председатель Организационного Комитета УПСР).